# Max Schmitt
Pour les articles homonymes, voir Schmitt.
Max Schmitt, né le 18 janvier 2006, est un footballeur allemand qui évolue au poste de gardien de but au Bayern Munich.

## Biographie

### Carrière en club
En 2017, il rejoint le centre de formation du Bayern Munich.

### En sélection
En 2023, il est sélectionné avec les U17 allemand afin de participer à l'euro de cette catégorie, avec lesquels il s'impose en finale contre la France.

## Palmarès

### En sélection
|  |  | Allemagne -17 ans (2) - Championnat d'Europe -17 ans (1) - Vainqueur : 2023. - Coupe du monde des moins de 17 ans (1) - Vainqueur en 2023 |